# Cerro de Gorría
El cerro de Gorría (1708 m) es el punto de mayor altitud de la sierra de Ávila en España. 

## Descripción
Se trata de una cima redondeada a la que es posible acceder fácilmente desde varios pueblos. Desde el vértice geodésico hay vistas impresionantes en primera fila de la sierra de la Paramera, La Serrota, valle de Amblés al sur y toda La Moraña al norte. En días claros también se ve hasta Guadarrama, al este, y la sierra de Béjar, al suroeste.
Topónimo
Gorri en vasco significa rojo. Así pues Cerro rojo. Con todo, no se puede obviar el hecho de que hay motivos serios para afirmar que, al menos en aplicación toponímica, gorri puede significar también «pelado», esto es, «sin vegetación».